# Còlit
Els còlits o culbancs (Oenanthe) són un gènere d'ocells de la família dels muscicàpids (Muscicapidae), antany situats als túrdids (Turdidae). En general habiten zones àrides i escarpades del Vell Món, però el còlit gris arriba fins al Canadà, Alaska i Groenlàndia. Als Països Catalans habiten el còlits negre, gris i ros, amb esporàdiques citacions del còlit del desert.

## Taxonomia
Segons la classificació del Congrés Ornitològic Internacional (versió 12.1, 2022), aquest gènere està format per 32 espècies:
- Oenanthe albifrons - Còlit frontblanc.
- Oenanthe albonigra - Còlit de Hume.
- Oenanthe bottae - Còlit de Botta.
- Oenanthe chrysopygia - Còlit cua-roig.
- Oenanthe cypriaca - Còlit de Xipre.
- Oenanthe deserti - Còlit del desert.
- Oenanthe dubia - Còlit cendrós. Era inclòs en el gènere Cercomela.
- Oenanthe familiaris - Còlit familiar. Era inclòs en el gènere Cercomela.
- Oenanthe finschii - Còlit de Finsch.
- Oenanthe fusca - Còlit bru. Era inclòs en el gènere Cercomela.
- Oenanthe halophila - Còlit del Magrib.
- Oenanthe heuglini - Còlit de Heuglin.
- Oenanthe hispanica - Còlit ros.
- Oenanthe isabellina - Còlit isabelí.
- Oenanthe leucopyga - Còlit de corona blanca.
- Oenanthe leucura - Còlit negre.
- Oenanthe lugens - Còlit de Núbia.
- Oenanthe lugubris.
- Oenanthe lugentoides.
- Oenanthe melanoleuca.
- Oenanthe melanura - Còlit cuanegre. Era inclòs en el gènere Cercomela).
- Oenanthe moesta - Còlit de carpó roig.
- Oenanthe monacha - Còlit frare.
- Oenanthe oenanthe - Còlit gris.
- Oenanthe phillipsi - Còlit de Somàlia.
- Oenanthe picata - Còlit variable.
- Oenanthe pileata - Còlit del Cap.
- Oenanthe pleschanka - Còlit pitnegre.
- Oenanthe scotocerca - Còlit cuabrú. Era inclòs en el gènere Cercomela.
- Oenanthe seebohmi - Còlit de Seebohm.
- Oenanthe xanthoprymna - Còlit de Pèrsia.
- Oenanthe warriae.

Tanmateix, el Handook of the Birds of the World i la quarta versió de la BirdLife International Checklist of the birds of the world (desembre 2019), comptarien 28 espècies, però seguint un altre criteri taxonòmic, amb les següents divergències:
- Oenanthe melanoleuca és considerat una subespècie del còlit ros (O. hispanica).
- Oenanthe halophila; O lugubris; O. lugentoides i O warriae són considerats subespècies del còlit de Núbia (O. lugens).
- Una subespècie del còlit de Botta (O. bottae frenata) és considerada una espècie separada. D'aquesta segmentació, doncs, en resultarien dos taxons diferenciats:
- Oenanthe bottae (stricto sensu) - Còlit de Botta.
- Oenanthe frenata - Còlit pit-rogenc.